# Christmas Caper
Christmas Caper ist ein amerikanischer Weihnachtsfilm aus dem Jahr 2007. Er wurde für den Sender ABC Family gedreht, mit David Winkler als Regisseur und Shannen Doherty in der Hauptrolle.

## Handlung
Cate Dove ist eine Juwelendiebin, die nach einem missglückten Coup in ihre Heimatstadt zurückkehrt, um ihre Nichte und ihren Neffen zu hüten. Dort trifft sie auf ihren ehemaligen Liebespartner Hank Harrison, der jetzt Sheriff ist. Im Zuge des vorweihnachtlichen Kleinstadtlebens beschließt sie ihre Verbrecherkarriere aufzugeben und verliebt sich wieder in Hank.

## Produktion und Ausstrahlung
Der Film ist eine Produktion von Shavik Entertainment und wurde im kanadischen Vancouver gedreht. Das Drehbuch wurde von April Blair verfasst.
Christmas Caper wurde am 25. November 2007 auf ABC Family ausgestrahlt und ist auf DVD erschienen.

## Rezeption
Die Sozialwissenschaftlerin Lauren Rosewarne sieht in Christmas Caper den Tropus des „Mädchens aus der Kleinstadt, das aus der Großstadt zurückkehrt“. In solchen Narrativen hätten Großstadtcharaktere gegebenenfalls Karriere und finanzieller Erfolg, aber erst in der Kleinstadt fänden sie dann den „Geist der Weihnacht“, Liebe und enge Beziehungen.